# 가가린스카야역 (레닌스카야선)
가가린스카야역(러시아어: Гагаринская)은 러시아 노보시비르스크주 노보시비르스크에 있는 노보시비르스크 지하철 레닌스카야 선의 역이다. 1992년 4월 2일에 개통되었다.